# Macrosphenus kempi
Macrosphenus kempi là một loài chim trong họ Macrosphenidae.